# Нетішинська міська територіальна громада
Нетішинська міська територіальна громада — територіальна громада в Україні, на територіях колишніх Нетішинської міськради та Славутського району Хмельницької області. Адміністративний центр — місто Нетішин.
Утворена 31 травня 2019 року шляхом приєднання Старокривинської сільської ради Славутського району до Нетішинської міської ради обласного значення.
Відповідно до Закону України «Про внесення змін до Закону України „Про добровільне об'єднання територіальних громад“ щодо добровільного приєднання територіальних громад сіл, селищ до територіальних громад міст республіканського Автономної Республіки Крим, обласного значення» громади, утворені внаслідок приєднання суміжних громад до міст обласного значення, визнаються спроможними і не потребують проведення виборів.

## Населені пункти
До складу громади входять місто Нетішин і 2 села: Новий Кривин і Старий Кривин.